# 茶袋 (妖怪)
茶袋（ちゃぶくろ）は、高知県幡多郡奥内村（現・大月町）に伝わる妖怪。
その名の通り茶袋（茶を煎じるための布袋）のような姿をしており、薄気味悪い道などに、空中からぶら下がった状態で出現する。これに遭遇すると様々な病気を患ってしまうともいわれた。同様に宙吊りで現れる長野県の薬缶吊るなどと同系列の妖怪とされる。
土佐郡土佐山村（現・高知市）高山集落でも、オンバが墓という墓で茶袋が下がる怪異があったといわれるが、前述の茶袋のように病気になるなどの害があったかどうかは不明。
和歌山県日高郡印南町など印南川流域では茶ん袋（ちゃんぶくろ）という同様の怪異がある。宙吊りで現れる他にも、川の上に浮かんでいたり、空から飛んで来て現れるともいわれている。紀州の妖怪譚によれば、茶袋が人家もない寂しい川の流れのあたりを浮いたり沈んだりしたり、空中をさまよったりしたという。ある者が川で茶ん袋を見つけ、驚きながらもそのまま通り過ぎてしばらく歩くと、首筋に冷たいものを感じ、上を見上げると宙に浮いた茶袋が雫を垂らしており、そのまま山の上へと飛び去ったという。
和歌山の椿原でも、柳井畑川の流れを茶袋が行き来したといい、子供たちの間で「椿原の茶袋」と呼ばれていたという。